# Ritchie Boys
I Ritchie Boys furono un gruppo di circa 10.000 giovani, per la maggior parte ebrei e tedeschi, che fuggiti dai loro paesi d'origine, decisero di arruolarsi nell'esercito statunitense dove furono addestrati nel Military Intelligence Training Center, conosciuto anche come Camp Ritchie, in Maryland, e istruiti, in particolare, sui metodi di guerra psicologica.
Furono ritenuti adatti a questo compito perché conoscevano la lingua e la mentalità tedesca meglio di qualunque soldato nato negli USA. Il loro ruolo fu perciò quello di studiare il nemico e di demoralizzarlo e persuaderlo in modo da ottenerne una resa incondizionata.
Dopo che la Germania dichiarò guerra agli Stati Uniti, i Ritchie Boys divennero un'arma importante per le forze alleate.
Entrarono in Europa il 6 giugno 1944, nel D-Day, insieme alle altre truppe alleate, quindi lasciarono i loro reparti per perseguire i loro compiti speciali.
A loro fu affidato l'incarico d'interrogare i prigionieri di guerra e i disertori per ricavarne informazioni sul livello delle forze tedesche, sui movimenti delle truppe e sullo stato fisico e psicologico delle popolazioni.
Con mezzi mirati alla disinformazione, attraverso annunci nei giornali, volantini, trasmissioni radio e camioncini elettorali, la popolazione e i militari tedeschi furono incitati a cessare di opporsi all'avanzata delle truppe alleate.
Finita la guerra, molti dei Ritchie Boys prestarono servizio come traduttori durante il processo di Norimberga.
Il gruppo fu definitivamente sciolto dopo la fine della guerra.
Molti di loro divennero celebri nella politica, nella ricerca scientifica o nel mondo degli affari come Hans Habe, Klaus Mann, Stefan Heym, Hanus Burger e David Robert Seymour.